# Tarquimpol
Tarquimpol (deutsch Tarquinpol, früher Teckemphul) ist eine französische Gemeinde mit 60 Einwohnern (Stand 1. Januar 2022) im Département Moselle in der Region Grand Est (bis 2015 Lothringen). Sie gehört zum Arrondissement Sarrebourg-Château-Salins.

## Geographie
Die Gemeinde liegt etwa vier Kilometer südöstlich von Dieuze am Südrand und auf einer Halbinsel des Linderweihers (Étang de Lindre). Das Gemeindegebiet ist Teil des Regionalen Naturparks Lothringen.
Zu Tarquimpol gehören die beiden Weiler:
- Alteville (Altweiler) mit dazugehörigem Schloss
- La Breidt (Breite)

## Geschichte
Der Ort war lothringisch, lag im Mittelalter auf deutschem Sprachgebiet und wurde 1274, als das Kloster Salival hier schon Güter besaß, als Taikenpail erwähnt; Beispiele weiterer Ortsbezeichnungen sind Taikenpoul (1286), ecclesia de Tackembac (1295), Tachempach (1339), Tocampach (1345), Teckempal (1364),  Treckempaul (1392), Tachenpful, Tacquinpol, Tacquinpul, Techanpful (1476), Techempul (1506), Tachempful (1524), Tachempfull (1525), Dechempful (1543), Tachempoltz (1612), Tarluenpol (1615) und Terkempol (1616). Spätestens durch die Ereignisse des Dreißigjährigen Krieges verschob sich die Sprachgrenze dann nach Norden und Tarquimpol wurde frankophon.
Hier wurden zahlreiche archäologische Funde aus der Römerzeit gemacht. Der Ort liegt an der alten Römerstraße von Metz nach Straßburg, war in der Römerzeit als Decempagi bekannt und ist unter diesem Namen in der Tabula Peutingeriana eingetragen

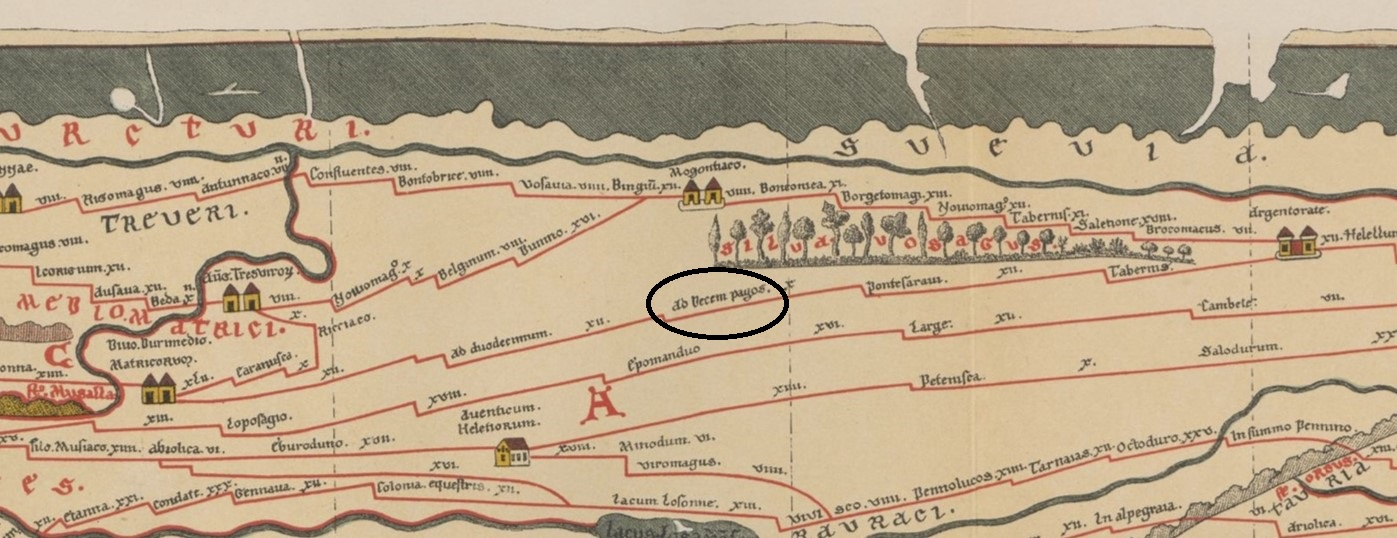
TabulaPeutingeriana - Tarquimpol, lateinisch Decempagi

Er hatte damals eines der größten Amphitheater in den nördlichen römischen Provinzen, das bei einem Durchmesser von 115 m ungefähr 12.000 Zuschauern Platz bot; diese Anlage ist restlos verschwunden und wurde erst im Jahre 1981 auf Luftaufnahmen wiederentdeckt.
Durch den Frankfurter Frieden vom 10. Mai 1871 kam die Region an Deutschland und Tarquimpol wurde dem Kreis Château-Salins, Bezirk Lothringen, im deutschen Reichsland Elsaß-Lothringen zugeordnet. 1915–1919 war die Ortsbezeichnung  Taichenphul offiziell gültig. Nach dem Ersten Weltkrieg musste die Region aufgrund der Bestimmungen des Versailler Vertrags 1919 an Frankreich abgetreten werden. Im Zweiten Weltkrieg war der Ort wieder unter deutscher Verwaltung, die ihn von 1940 bis 1945 in Taichen umbenannte.

### Bevölkerungsentwicklung
| Jahr      | 1962 | 1968 | 1975 | 1982 | 1990 | 1999 | 2007 | 2019 |
| Einwohner | 78   | 75   | 76   | 78   | 76   | 69   | 66   | 61   |

### Neuere archäologische Untersuchungen
Von 2008 bis 2012 hat ein Team von Archäologen aus den USA und Deutschland nach Spuren der antiken Stadt gesucht. Untersucht wurde vor allem, warum Tarquimpol dreimal verlassen und wieder aufgebaut wurde: Mitte des 3. Jahrhunderts, dann 100 Jahre später und schließlich endgültig verlassen um 450.
2021 fanden bei der Erweiterung des „Maison du Pays des Etangs“ (Haus des Seenlands) weitere Ausgrabungen in Tarquimpol statt, man fand römische Artefakte.

### Schloss Alteville
Erbaut von Etienne Toupet 1564, erweitert 1698 von Charles Palléot. 1819 erbte General Charles Louis Dieudonne Grandjean die Besitzung. 1851 heiratete seine Tochter Amelia Marie Grandjean (1832–1901) François Paul Guaita (1825–1880), den Vater von Stanislas de Guaita, der im Schloss geboren wurde. Seit 1906 gehört das Anwesen der Familie Barthélémy, die heute Bio-Landwirtschaft und ein Gästehaus betreibt. Das Schloss und der Park sind Privatbesitz und können nicht besichtigt werden.

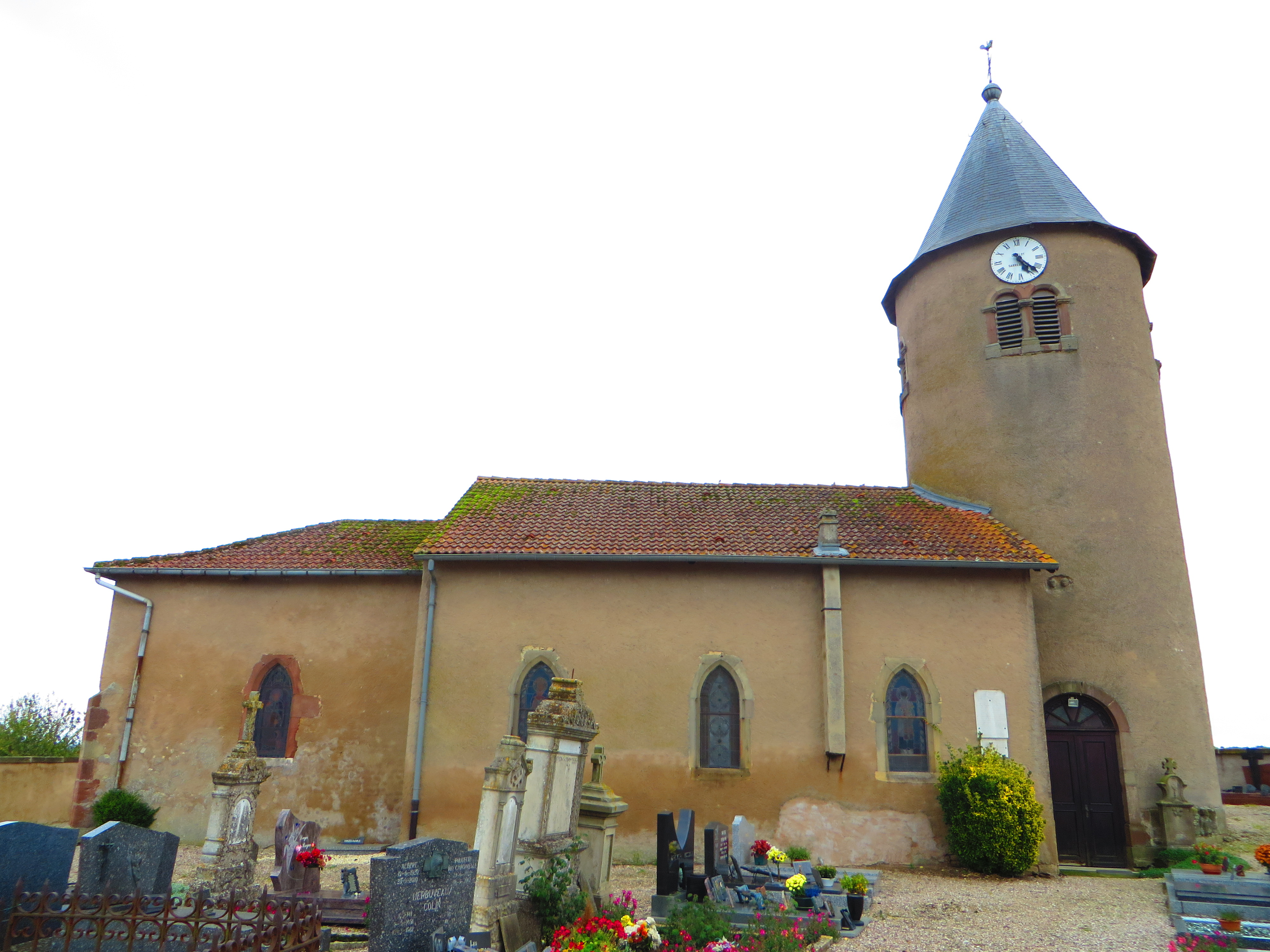
Rundturmkirche Saint-Étienne
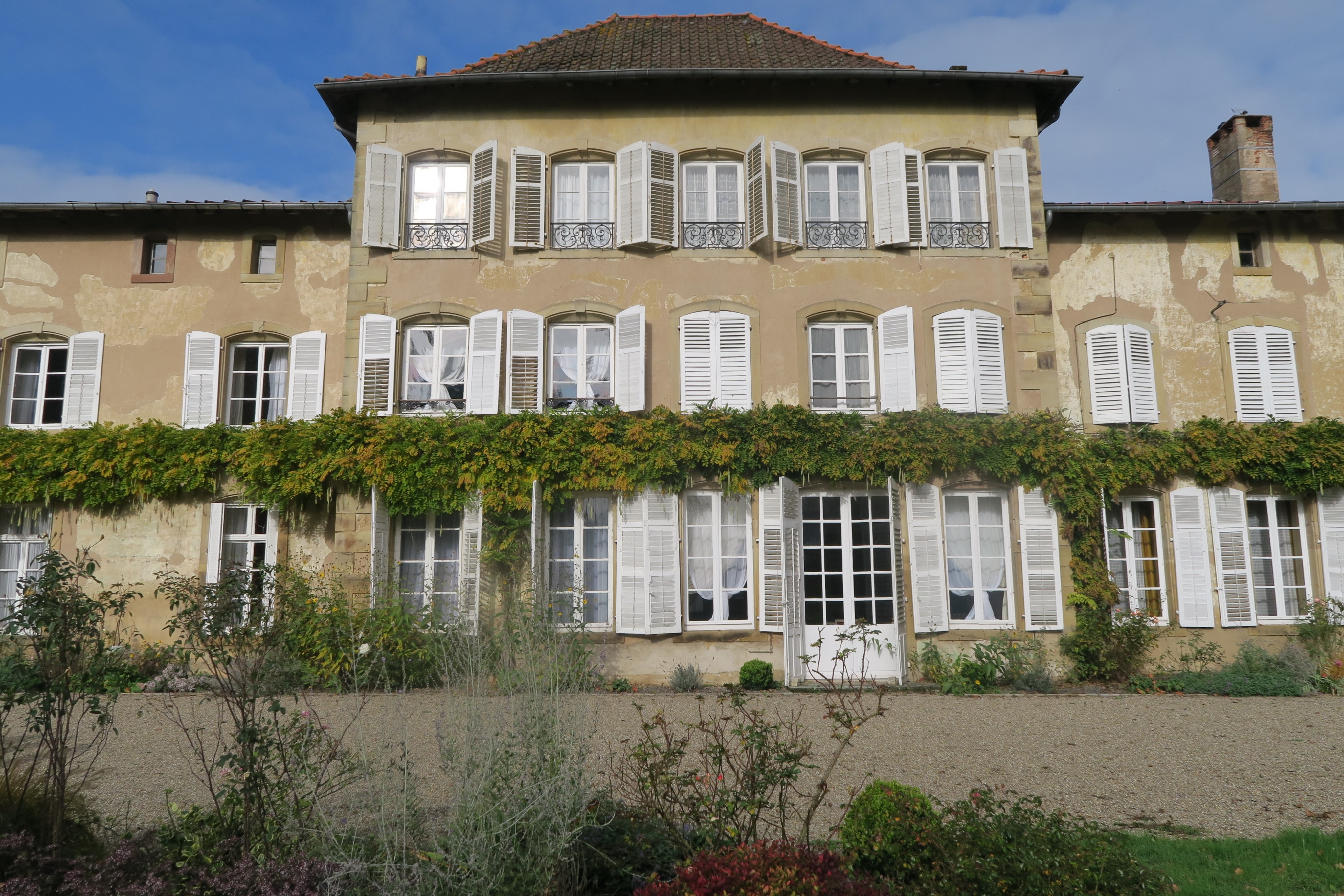
Schloß Alteville
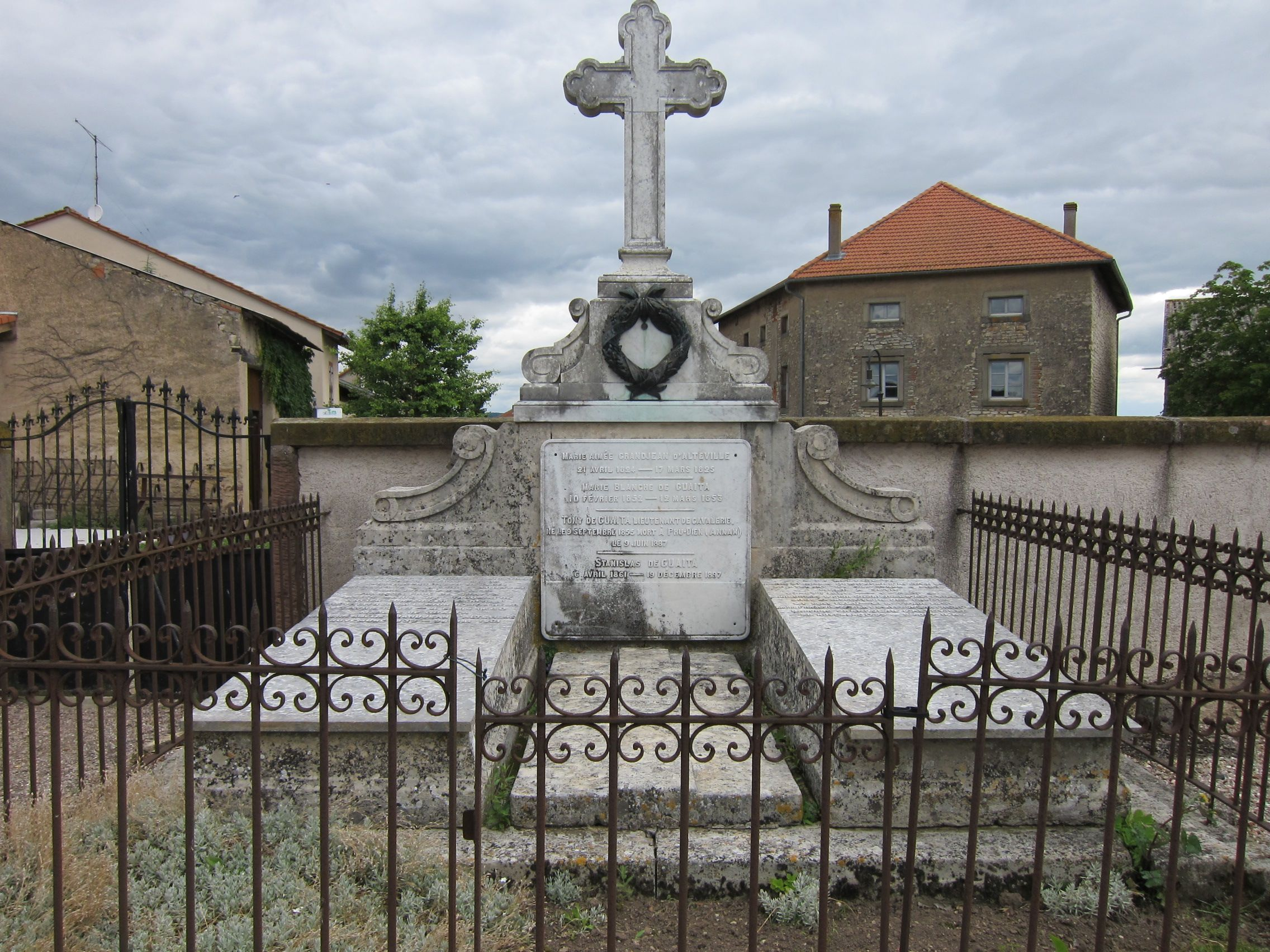
Grab der Familie Guaita, darunter der Esoteriker Stanislas Guaita

## Persönlichkeiten
- Maurice Barthélémy (1871–1922), Gutsbesitzer auf Château d'Alteville, Bürgermeister von Tarquimpol, Landtagsabgeordneter
- Stanislas de Guaita (1861–1897), Esoteriker und Gründer der kabbalistischen Rosenkreuzer, geboren im Château d'Alteville, begraben in Tarquimpol